# Ribes spicatum
Ribes spicatum o riber nòrdic, és una espècie del gènere Ribes, originària del nord d'Europa i de l'Àsia septentrional. Les seves baies de color vermell viu són comestibles i prou bones de gust. Es destria del més comú riber vermell (Ribes rubrum) no tant pels pèls foliars, els quals tendeixen a caure a mesura que la fulla envelleix, sinó per altres característiques: les fulles de R. spicatum són d'un verd més apagat i fosc que R. rubrum amb les seves fulles de color verd groguenc més pàl·lides. R. spicatum té les fulles a un angle dret amb relació a la tija, mentre que les fulles de R. rubrum són menys erectes, la qual cosa distingeix nítidament la forma global dels arbustos. R. spicatum té pecíolsverds, però els de R. rubrum són més taronjosos.

## Subespècie
La subespècies següent és actualment acceptada:
- Ribes spicatum subsp. hispidulum (Janch.) L.hämet-Ahti

## Sinonímia
- - Ribes heteromorphum Topa
  - Ribes lithuanicum Jancz.
  - Ribes pubescens (Hartm.) Hedl.
  - Ribes scandicum Hedl.
  - Ribes schlechtendalii Lange
  - Ribes spicatum var. pubescens (Hartm.) Cinovskis